# 엑스페리먼트 인 테러
엑스페리먼트 인 테러(Experiment In Terror)는 미국에서 제작된 블레이크 에드워즈 감독의 1962년 범죄, 스릴러 영화이다. 글렌 포드 등이 주연으로 출연하였고 블레이크 에드워즈 등이 제작에 참여하였다.

## 출연

### 주연
- 글렌 포드
- 리 레믹

### 조연
- 스테파니 파워스
- 로이 풀
- 네드 글래스
- 아니타 루

## 제작진
- 미술: 로버트 피터슨